# Eusapia matogrossensis
Eusapia matogrossensis là một loài bọ cánh cứng trong họ Cerambycidae.